# جان ستراوس
جان ستراوس (بالفرنسية: Jean Strauss)‏ هو راكب الكنو لوكسمبورغي، ولد في 17 فبراير 1912، وتوفي في 18 ديسمبر 1989.

## وصلات خارجية
- جان ستراوس على موقع أوليمبيديا (الإنجليزية)